# Trần Quốc Vượng (sử gia)
Trần Quốc Vượng (12 tháng 12 năm 1934 – 8 tháng 8 năm 2005) là một giáo sư, nhà sử học, nhà khảo cổ học Việt Nam.

## Tiểu sử
Ông sinh tại huyện Kinh Môn, Hải Dương nhưng quê quán ở thôn Lê Xá, xã Châu Sơn, huyện Duy Tiên, tỉnh Hà Nam. Sau khi tốt nghiệp thủ khoa cùng với Phan Huy Lê, Đinh Xuân Lâm năm 1956 ông được giữ lại làm cán bộ giảng dạy tại Khoa Lịch sử, Trường Đại học Tổng hợp Hà Nội (nay là Trường Đại học Khoa học Xã hội và Nhân văn, Đại học Quốc gia Hà Nội). 
- 1956-1980 ông là Cán bộ giảng dạy Cổ sử Việt Nam, Khoa Sử, Đại học Tổng hợp
- 1959 ông là Trưởng nhóm/ Trưởng môn Khảo cổ học, Khoa Sử, Đại học Tổng hợp
- 1980-1993 ông là Giáo sư, Chủ nhiệm Bộ môn Khảo cổ học, Khoa Sử, Đại học Tổng hợp
- 1989-2005 ông trở thành Nhà giáo Ưu tú, Giám đốc Trung tâm Liên Văn hoá - Lịch sử Khoa Sử, Đại học Tổng hợp
- 1993-1996 Trưởng môn Văn hoá học, Đại học Đại cương, Đại học Quốc gia Hà Nội
- 1993-1996 Trưởng ngành Du lịch học, Đại học Tổng hợp
- 1996-2005 Chủ tịch Hội đồng Khoa học và đào tạo, Khoa Du lịch, Trường Đại học Khoa học Xã hội và Nhân văn, Đại học Quốc gia Hà Nội; Chủ nhiệm Bộ môn Lịch sử Văn hoá Khoa Lịch sử, Trường Đại học Khoa học Xã hội và Nhân văn, Đại học Quốc gia Hà Nội

Ngày 22 tháng 9 năm 2003 ông lập gia đình lần thứ hai với người vợ trẻ kém ông gần 30 tuổi (sinh năm 1963). Người vợ trước của ông đã mất trước đó khá lâu.

## Tứ trụ sử học Việt Nam đương đại
Ông được xem là một trong "tứ trụ" "Lâm, Lê, Tấn, Vượng" (tức gồm các Giáo sư Đinh Xuân Lâm, Phan Huy Lê, Hà Văn Tấn và Trần Quốc Vượng) của sử học Việt Nam đương đại. Theo lời giải thích của chính ông, đó là chuyện huyền thoại có lẽ hình thành vào cuối thập kỷ 1960, khi cả bốn ông đều nổi tiếng học giỏi. Ra trường vào giữa thập kỷ 1950, ba ông "Lâm, Lê, Vượng" học cùng khoá, còn ông "Tấn" học sau (thủ khoa năm 1957). Sau đó, theo lệnh của khoa, ông và giáo sư Hà Văn Tấn góp sức xây dựng ngành Khảo cổ học của khoa Sử, vì sau năm 1954, khi Pháp rút khỏi Việt Nam thì ngành Khảo cổ Việt Nam hầu như chỉ còn là con số 0, không có một nhà khảo cổ học nào. Ông đã lên lớp đầu tiên về Khảo cổ học Việt Nam niên khoá 1959 – 1960, cùng với sự giúp đỡ tư liệu của giáo sư Hà Văn Tấn.

## Tác phẩm
Ông đã viết nhiều bài nghiên cứu khoa học (trên 400 bài) đăng trên các tạp chí chuyên môn trong nước (Khảo cổ, Lịch sử, Văn học, Văn hoá Dân gian, Văn hoá Nghệ thuật...) và ngoài nước (Cornell University Press, North Ilinois, Yale University (Mỹ), Tokyo, Kyoto, Osaka University (Nhật), Seoul University (Hàn Quốc), Oxford University Press (Anh)...). Ngoài ra, ông đã viết và được in ấn nhiều sách (trên 40 cuốn) ở cả trong và ngoài nước, có thể kể đến như:
- Việt Nam khảo cổ học (tiếng Nhật, Tokyo, 1993)
- Trong cõi (California, 1993)
- Theo dòng lịch sử (1995)
- Some aspects of Vietnam culture (Mỹ, 1995)
- Tìm hiểu văn hoá dân gian Hà Nội (1997)
- Việt Nam, cái nhìn địa văn hoá (1998)
- Vietnam folklore and history (Mỹ, North Ilinois, 1998)
- Essay into the Vietnam past (New York, Mỹ, 1999)
- Ngành nghề, tổ nghề, làng nghề Việt Nam (1999)
- Làng nghề, phố nghề Thăng Long, Hà Nội (2000)
- Văn hoá Việt Nam, tìm tòi và suy ngẫm (2000)
- Trên mảnh đất nghìn năm văn vật (2001)
- Tìm hiểu bản sắc văn hoá xứ Huế (2001)
- Confusianism in East Asia (Seoul, Hàn Quốc, 2001)
- Khoa Sử và tôi (2001)
- Tìm hiểu bản sắc văn hoá xứ Quảng (2002)
- Tìm hiểu bản sắc văn hoá dân gian Nam Bộ (2004)
- Hà Nội như tôi hiểu (2005)
- Con người – Môi trường – Văn hoá (2005)

## Tranh cãi học thuật
- Trần Quốc Vượng đã đưa các kết luận của mình về Các bãi cọc trên sông Bạch Đằng vào bài giảng của mình ở môn Cơ sở khảo cổ học. Những năm 1960, Việt Nam đã gửi mẫu nhờ các nhà khoa học Cộng hòa dân chủ Đức và Trung Quốc giám định niên đại các cọc gỗ Bạch Đằng bằng phương pháp C14. Kết quả là tuổi các cọc gỗ ấy không trùng với sự kiện lịch sử xảy ra được ghi lại bởi sử liệu chữ viết.[2]
- Trần Quốc Vượng cũng bị phê phán sai lầm khi dùng thuật ngữ thời đại đồng thau trong sách do ông biên soạn, cụ thể là quyển Giáo trình Lịch sử Việt Nam tập 1 (Nhà xuất bản Đại học và Trung học chuyên nghiệp, H.1991; các tác giả: Phan Huy Lê, Trần Quốc Vượng, Lương Ninh) [3]. Theo tác giả Lê Mạnh Chiến: Sai lầm này là một "công trình tập thể", trong đó có đóng góp to lớn của các GS Trần Quốc Vượng, Phan Huy Lê... Chính các ông đã rao giảng nó, truyền bá nó, tự hào về nó và ra sức bảo vệ nó.[4][5] Cụm từ này được sử dụng để dịch cho khái niệm Bronze Age (thời đại đồ đồng) theo lý thuyết phân kỳ ba giai đoạn Đồ đá - Đồ đồng - Đồ sắt do nhà khảo cổ học Đan Mạch Christian Jürgensen Thomsen đề xướng. Tuy nhiên, điểm cần nhắc tới là khi chuyển ngữ, một vấn đề mà ngay cả các nhà khảo cổ học và bảo tàng học trên thế giới cũng vấp phải là sự không rạch ròi giữa Bronze (đồng điếu, đồng thanh) và Brass (đồng thau) trong các văn bản cổ. Chính vì vậy, Bảo tàng Anh cũng phải chú thích rằng, do hai thuật ngữ hay được sử dụng chồng chéo với cùng ý nghĩa là hợp kim của đồng, các hiện vật nên được sắp xếp theo cách hiểu là Hợp kim của đồng (copper alloy) hơn là nêu đích danh đồng điều/thanh hay đồng thau (đơn cử như trong Bộ sưu tập danh tiếng Đồ đồng điếu Benin (Benin Bronzes), phần lớn hiện vật lại chế tác bằng đồng thau).[6]

## Các hoạt động khác
- Tổng Thư ký Hội Văn nghệ Dân gian Hà Nội (từ 1976 đến 2005)
- Phó Tổng Thư ký Hội Văn hoá Văn nghệ Dân gian Việt Nam (từ 1989 đến 2005)
- Chủ tịch Hội Sử học Hà Nội (từ 1990 đến 1996)
- Uỷ viên Ban Chấp hành Hội Sử học Việt Nam (từ 1993 đến 2005)
- Chủ tịch Câu lạc bộ Ngành nghề thủ công truyền thống
- Chủ nhiệm câu lạc bộ Văn hoá Ẩm thực Việt Nam (từ 1995 đến 2005)
- Cố vấn Bộ trưởng Bộ Văn hoá Thông tin về Chương trình thiết kế - tu bổ - tôn tạo các di tích lịch sử (từ 1995 đến 2005)
- Tư vấn Uỷ ban nhân dân Hà Nội về các di tích lịch sử Hà Nội và Chương trình "Ngàn năm Thăng Long" (từ 1995 đến 2005)
- Uỷ viên Hội đồng tư vấn của Viện Khoa học Xã hội Việt Nam về Khu di tích Hoàng thành Thăng Long (2003-2004)

## Khen thưởng
Ông đã được Chính phủ Việt Nam tặng Huân chương Lao động hạng Nhất (1997) và rất nhiều Huân Huy chương khác.
Ngày 20 tháng 1 năm 2012, ông được Chủ tịch nước ký quyết định truy tặng Giải thưởng Hồ Chí Minh đợt IV về Khoa học - công nghệ với cụm công trình Văn hóa Việt Nam: Truyền thống và Hiện đại gồm 3 tác phẩm: Văn hóa Việt Nam - Tìm tòi và Suy ngẫm, Việt Nam cái nhìn Địa - Văn hóa, Trên mảnh đất ngàn năm văn vật .

## Vinh danh
Tên ông được đặt cho một phố ở quận Cầu Giấy, thành phố Hà Nội, đoạn từ ngã ba giao cắt với đường Xuân Thủy (tại số nhà 165) đến ngã ba giao cắt đường Phạm Hùng (đối diện Bệnh viện Y học Cổ truyền), dài 750 m, rộng 13,5 m.
Tên ông cũng được đặt cho một phố tại Khu đô thị Liêm Chính, thành phố Phủ Lý, tỉnh Hà Nam, dài 1000 m, rộng 18 m, đoạn từ điểm giao cắt phố Trần Quang Tặng đến đoạn giao cắt với đường 68 m.
Theo Nghị quyết số 120/2017/NQ-HĐND của Hội đồng nhân dân thành phố Đà Nẵng khóa IX ngày 7 tháng 12 năm 2017, tên ông được đặt cho đoạn đường từ đường Đào Duy Tùng đến giáp đường Nam Kỳ Khởi Nghĩa, thuộc khu đô thị Phú Mỹ An, quận Ngũ Hành Sơn, chiều dài 1.260m.
Theo Nghị quyết 04/2020/NQ-HĐND của Hội đồng nhân dân tỉnh Hà Nam khoá XVIII ngày 12 tháng 5 năm 2020, tên ông được đặt cho đoạn đường từ Tuyến D4, KĐT Hòa Mạc (phố Cao Bá Quát) tới Tuyến D1, KĐT Hòa Mạc (phố Lê Quý Đôn), thuộc phường Hòa Mạc, thị xã Duy Tiên, dài 561m, rộng 24m.